# Yukarıdağdere
Yukarıdağdere ist ein Dorf im Landkreis Honaz der türkischen Provinz Denizli. Yukarıdağdere liegt etwa 38 km östlich der Provinzhauptstadt Denizli und 22 km nordöstlich von Honaz. Yukarıdağdere hatte laut der letzten Volkszählung 195 Einwohner (Stand Ende Dezember 2010).